# 지나 토뇨니
지나 토뇨니(Gina Tognoni, 1973년 11월 28일 ~ )는 미국의 배우, 사업가이다.